# Dharmakirti
Dharmakirti (otprilike 7. stoljeće), bio je indijski učenjak i jedan od budističkih utemeljitelja indijske filozofijske logike. Jedan od najvažnijih teoretičara budističkog atomizma, prema kojemu postoje samo trenutačni budistički atomi i stanja svijesti.

## Povijest
Rođen otprilike na prijelazu sedmog stoljeća, Dharmakirti je bio južnoindijski brahmin koji je postao učitelj na slavnome Sveučilištu Nalanda, a bio je i pjesnik. Dogradio je i preradio djelo začetnika budističke logike, Dignage, a izvršio je i znatan utjecaj na brahmanske logičare jednako kao i na budističke. Na Tibetu su njegove teorije postale i ostale do dana današnjega standardan sastavni dio temeljnoga monasterijskoga nastavnog programa.

## Djela
- "Sedam rasprava o valjanom spoznavanju":
  - Saṃbandhaparikṣhāvrtti (Analiza odnosa)
  - Pramāṇavinishchaya (Utvrđivanje valjanog zaključivanja)
  - Pramāṇavarttikakārika (Tumačenje Dignagina 'Kompendija valjanog zaključivanja')
  - Nyāyabinduprakaraṇa (Kap rasuđivanja)
  - Hetubindunāmaprakaraṇa (Kap razlogā)
  - Saṃtānātarasiddhināmaprakaraṇa (Dokaz kontinuumā ostalih)
  - Vādanyāyanāmaprakaraṇa (Rasuđivanje za raspravu)

## Filozofija
Dharmakirti većinu svojih ideja predstavlja u ruhu tumačenja Dignaginih djela, čak i onda kad njegove teorije nadilaze sve što je iznio njegov prethodnik. Neke od njegovih ideja, poput dokaza o važnosti Budinih riječi, su inovacije, s obzirom na to da je Dignaga jezik smatrao jednako pogrešivim kao i zaključivanje.

## Vidjeti također
- Dignaga
- Budistički atomizam